# Campylorhynchus nuchalis
Campylorhynchus nuchalis е вид птица от семейство Troglodytidae.

## Разпространение
Видът е разпространен в Колумбия и Венецуела.